# Pave Benedikt 9.
Benedikt 9. (1012-55), »Djævlen på Skt. Peters Stol«, fætter til Benedikt 8.. Han blev pave, da han var 10-12 år gammel (siges det), og levede så skamløst, at hans samtidige ikke kunne fortælle om det i dets enkeltheder. Romerne sammensvor sig imod ham og valgte Sylvester 3. til pave, men kejser Konrad 3. støttede ham.
Da han fik lyst til at gifte sig, solgte han Skt. Peters Stol for 1000 eller 2000 pund sølv til Gregor 6. (1045); men han fortrød handelen og blev afsat (1046) i Sutri tillige med de to andre paver. Efter Clemens 2.s død (1047) gjorde han et mislykket forsøg på atter at bemægtige sig pavestolen. Han døde 1054.